# Mauro Facci

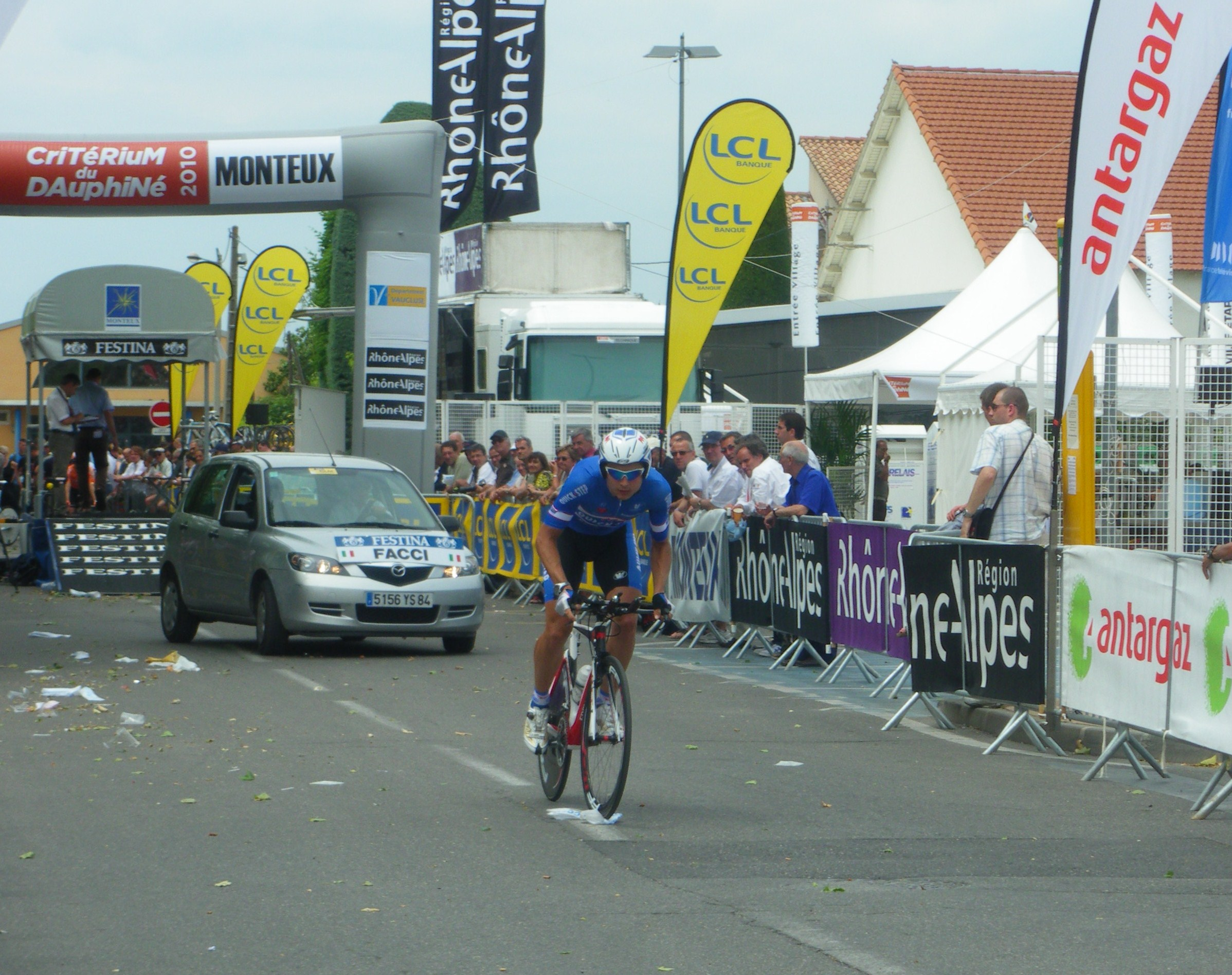
Lors du Critérium du Dauphiné 2010.

Mauro Facci (né le 11 mai 1982 à Vicence en Vénétie) est un coureur cycliste italien, professionnel de 2002 à 2010.

## Biographie
Mauro Facci passe professionnel dans l'équipe Fassa Bortolo en 2003, après y avoir été stagiaire. Il obtient son meilleur résultat avec cette équipe en mars 2007, lorsqu'il profite de sa victoire au contre-la montre par équipe pour prendre la deuxième place de la Semaine internationale Coppi et Bartali. 
En 2006, à la disparition de la Fassa Bortolo, Facci rejoint l'équipe Barloworld. Il obtient alors quelques bons résultats dans les courses d'un jour, notamment une troisième place sur la Classic Haribo et une sixième place sur le Grand Prix Pino Cerami. En 2007, il rejoint l'équipe Quick Step, dans laquelle il joue essentiellement un rôle d'équipier. Il n'a encore remporté aucune victoire individuelle. En 2009, il porte malgré tout le maillot vert du meilleur grimpeur pendant un jour lors du Tour d'Italie et remporte le Trofeo Fuga Cervelo, récompensant le coureur le plus souvent échappé.
Il se retrouve sans équipe pour la saison 2011, son contrat avec l'équipe Quick Step n'étant pas renouvelé. Il décide de mettre un terme à sa carrière de coureur.

## Palmarès
- 2000
  - 2e du championnat d'Italie sur route juniors
- 2002
  - 3e de la Coppa Regole Spinale e Manez
- 2004
  - 1re étape B de la Semaine internationale Coppi et Bartali (contre-la-montre par équipes, avec Fassa Bortolo)
- 2005
  - 1re étape B de la Semaine internationale Coppi et Bartali (contre-la-montre par équipes, avec Fassa Bortolo)
  - 2e de la Semaine internationale Coppi et Bartali
- 2006
  - 3e de la Classic Haribo
- 2008
  - Grand Prix Briek Schotte

## Résultats sur les grands tours

### Tour de France
2 participations 
- 2005 : 144e
- 2008 : abandon (7e étape)

### Tour d'Italie
4 participations 
- 2007 : 34e
- 2008 : 115e
- 2009 : 108e
- 2010 : 121e